# Copenhagen Marriott Hotel
Copenhagen Marriott Hotel er et dansk hotel beliggende på Kalvebod Brygge i København, der drives af Marriott-kæden. Det var kædens første hotel i Skandinavien og er Danmarks største femstjernede hotel.
Opførelsen blev påbegyndt i 1999, og hotellet blev indviet i 2001. Det er tegnet af PLH Arkitekter. Forud for byggeriet protesterede beboere på Islands Brygge, idet de frygtede at området ville henligge i skygge som følge af den høje bygning. Københavns Borgerrepræsentation godkendte dog byggeriet, der anslås at have kostet 500 mio. kr.
Tv-serien Hotellet på Bryggen fra 2003 handlede om hotellet, ligesom dele af afsnit 9 og 10 af dramaserien Livvagterne fra 2009 også var optaget der.

## Anerkendelser
- Denmark's Best Business Hotel, 2007 og 2008 (World Travel Awards)